# Tratado de Interdição Parcial de Ensaios Nucleares

Carbono-14 atmosférico (^{14}C) nos hemisférios Sul e Norte. Os testes atmosféricos quase dobraram a concentração de ^{14}C no Hemisfério Norte.

O Tratado de Proibição Parcial de Testes (Partial Test Ban Treaty, PTBT), formalmente conhecido como Tratado de 1963 que proíbe testes de armas nucleares na atmosfera, no espaço sideral e debaixo d'água, proibiu todas as detonações de teste de armas nucleares, exceto aquelas realizadas no subsolo. Também é abreviado como Tratado de Proibição Limitada de Testes (Limited Test Ban Treaty, LTBT) e Tratado de Proibição Total de Testes Nucleares (Limited Test Ban Treaty, NTBT), embora este último também possa se referir ao Tratado de Proibição Completa de Testes Nucleares (CTBT), que sucedeu o PTBT para ratificar as partes.
As negociações inicialmente se concentraram em uma proibição abrangente, mas que foi abandonada por causa de questões técnicas em torno da detecção de testes subterrâneos e preocupações soviéticas sobre a intrusividade dos métodos de verificação propostos. O impulso para a proibição de testes foi dado pela crescente ansiedade pública sobre a magnitude dos testes nucleares, particularmente os testes de novas armas termonucleares (bombas de hidrogênio), e as consequentes consequências nucleares. A proibição de testes também foi vista como um meio de desacelerar a proliferação nuclear e a corrida armamentista nuclear. Embora o PTBT não tenha detido a proliferação ou a corrida armamentista, sua promulgação coincidiu com um declínio substancial na concentração de partículas radioativas na atmosfera.

O PTBT foi assinado pelos governos da União Soviética, do Reino Unido e dos Estados Unidos em Moscou em 5 de agosto de 1963, antes de ser aberto para assinatura por outros países. O tratado entrou formalmente em vigor em 10 de outubro de 1963. Desde então, outros 123 estados se tornaram parte do tratado. Dez Estados assinaram, mas não ratificaram o tratado.